# Микільська сільська рада (Білозерський район)
Микі́льська сільська́ ра́да — адміністративно-територіальна одиниця та орган місцевого самоврядування в Білозерському районі Херсонської області. Адміністративний центр — село Микільське.

## Загальні відомості
Микільська сільська рада утворена в 1915 році.
- Територія ради: 4,373 км²
- Населення ради: 3 685 осіб (станом на 2001 рік)
- Територією ради протікає річка Інгулець

## Історія
Репринка — 1783 року.

## Населення
Згідно з переписом УРСР 1989 року чисельність наявного населення сільської ради становила 3957 осіб, з яких 1925 чоловіків та 2032 жінки.
За переписом населення України 2001 року в сільській раді мешкала 3671 особа.

### Мова
Розподіл населення за рідною мовою за даними перепису 2001 року:
| Мова       | Відсоток |
| ---------- | -------- |
| українська | 51,45 %  |
| російська  | 47,46 %  |
| вірменська | 0,24 %   |
| молдовська | 0,11 %   |
| білоруська | 0,08 %   |
| болгарська | 0,03 %   |
| інші       | 0,63 %   |

## Населені пункти
Сільській раді підпорядковані населені пункти:
- с. Микільське
- с. Понятівка

## Склад ради
Рада складалася з 20 депутатів та голови.
- Голова ради: Руденко Вячеслав Гаврилович
- Секретар ради: Воронова Лариса Володимирівна

### Керівний склад попередніх скликань
| Прізвище, ім'я, по батькові  | Основні відомості                                                 | Дата обрання | Дата звільнення |
| ---------------------------- | ----------------------------------------------------------------- | ------------ | --------------- |
| Руденко В'ячеслав Гаврилович | Сільський голова, 1950 року народження, безпартійний              | 26.03.2006   | 31.10.2010      |
| Руденко Вячеслав Гаврилович  | Сільський голова, 1950 року народження, освіта вища, безпартійний | 31.10.2010   |                 |

Примітка: таблиця складена за даними сайту Верховної Ради України

### Депутати
За результатами місцевих виборів 2010 року депутатами ради стали:

#### За суб'єктами висування
| Суб'єкт висування           | Кількість обраних депутатів | %  |
| --------------------------- | --------------------------- | -- |
| Самовисування               | 17                          | 85 |
| Комуністична партія України | 3                           | 15 |

#### За округами
| № округу                    | Прізвище, ім'я, по батькові   | Дата визнання обраним | Освіта             | Партійна приналежність                        | Відомості про обраного депутата                           |
| --------------------------- | ----------------------------- | --------------------- | ------------------ | --------------------------------------------- | --------------------------------------------------------- |
| Комуністична партія України |                               |                       |                    |                                               |                                                           |
| 9                           | Сивак Віталій Васильович      | 01.11.2010            | середня            | член Комуністичної партії України             | тимчасово не працює                                       |
| 14                          | Лукашкова Тетяна Іванівна     | 01.11.2010            | середня спеціальна | позапартійна                                  | Орловський ясла-садок, вихователь                         |
| 16                          | Кучеренко Ірина Іванівна      | 01.11.2010            | вища               | позапартійна                                  | Орловський ясла-садок, завідувач                          |
| Самовисування               |                               |                       |                    |                                               |                                                           |
| 1                           | Воронова Лариса Володимирівна | 01.11.2010            | вища               | член Всеукраїнського об'єднання «Батьківщина» | Микільська сільська рада, секретар                        |
| 2                           | Скороход Олександр Дмитрович  | 01.11.2010            | вища               | позапартійний                                 | Дар'ївська виправна колонія-10, завідувач майстерні       |
| 3                           | Гавриш Володимир Миколайович  | 10.01.2011            | вища               | позапартійний                                 | ФГ «Соната», голова                                       |
| 4                           | Морозова Олена Олександрівна  | 01.11.2010            | середня спеціальна | позапартійна                                  | Микільські ясла-садок, вихователь                         |
| 5                           | Кожухар Тетяна Степанівна     | 01.11.2010            | середня спеціальна | позапартійна                                  | тимчасово не працює                                       |
| 6                           | Скороход Людмила Петрівна     | 01.11.2010            | середня спеціальна | позапартійна                                  | Микільські ясла-садок, завідувачка                        |
| 7                           | Григорян Ганна Арменівна      | 01.11.2010            | вища               | позапартійна                                  | Микільська сільська рада, спеціаліст із соціальної роботи |
| 8                           | Максименко Світлана Василівна | 01.11.2010            | середня            | член Партії регіонів                          | тимчасово не працює                                       |
| 10                          | Топтуненко Едуард Віталійович | 10.01.2011            | вища               | позапартійний                                 | тимчасово не працює                                       |
| 11                          | Захарченко Тетяна Олексіївна  | 01.11.2010            | середня спеціальна | член Партії регіонів                          | Приватне підприємство «Міраж» м. Херсон, комірник         |
| 12                          | Топтуненко Алла Семенівна     | 01.11.2010            | вища               | позапартійна                                  | Микільська загальноосвітня школа, вчитель                 |
| 13                          | Андрусішена Надія Григорівна  | 01.11.2010            | середня            | член Всеукраїнського об'єднання «Батьківщина» | пенсіонер                                                 |
| 15                          | Чорний Юрій Олександрович     | 01.11.2010            | вища               | позапартійний                                 | Дарвська виправна колонія −105, інспектор                 |
| 17                          | Круглий Віталій Григорович    | 01.11.2010            | середня спеціальна | позапартійний                                 | тимчасово не працює                                       |
| 18                          | Громовик Анатолій Якович      | 01.11.2010            | вища               | позапартійний                                 | Понятівська загальноосвітня школа, вчитель                |
| 19                          | Копитін Сергій Васильович     | 01.11.2010            | вища               | позапартійний                                 | Державна рибна охорона м. Херсон, охоронець               |
| 20                          | Сорач Петро Петрович          | 01.11.2010            | середня спеціальна | позапартійний                                 | пенсіонер                                                 |